# Ілюзія втечі (фільм 2023)
Ілюзія втечі (англ. Superposition) – дебютний фільм данської режисерки Керолайн Лінгбай. Вперше представлений 27 січня 2023 року на Міжнародному кінофестивалі у Роттердамі.

## Історія створення
Фільм був створений у рамках конкурсу малобюджетних фільмів за допомогою VFX технологій.
Оригінальна назва фільму (Superposition) обрана на честь принципу квантової фізики двох різних, але ідентичних фізичних явищ, що поєднуються в рамках однієї події.
За словами К. Лінгбай, «Квантова суперпозиція, це коли щось може перебувати в кількох станах одночасно, а при вимірювання переходить в один стан…що можна розглядати як те саме явище, що існує у двох місцях одночасно, як показано у фільмі».

## Сюжет
Стайн і Тейт, подружня пара, разом із малолітнім сином Немо переїжджають із Копенгагена та усамітнюються в будинку у лісі на березі озера. В такий спосіб вони сподіваються відшукати себе та розібратися у стосунках. Крім того, Стайн, яка має певний літературний талант, має на меті написати роман, а Тейт – записати їх відлюдне життя та викласти у серії подкастів. Свої записи, за домовленістю із редактором, він відправлятиме поштою. Та майже відразу Стайн і Тейт бачать людей на іншому березі озера, розуміючи, що їх надії усамітнитися не виправдалися.
Також стає зрозумілим, що кожен з подружжя зосереджений на собі, через що стосунки між Стайн та Тейтом стають дедалі гіршими. Стайн починає розмову про повернення у місто, на що категорично заперечує Тейт.
Та ситуація змінюється, коли під час прогулянки у лісі Стайн губить, але невдовзі відшукує Немо. Його поведінка кардинально змінюється та він починає стверджувати, що Стайн не його мати. До того ж Тейт виявляє, що його листи із записами не відправлені та знаходяться у поштовій скринці у лісі. 
Подружжя вирішує виїхати з лісу негайно, незважаючи на нічний час. Але від’їжджаючи від будинку, Стайн і Тейт щоразу повертаються до нього, розуміючи, що їдуть по колу. Вони згадують про незнайомців та пливуть до них по допомогу.
На іншому березі озера Стайн і Тейт виявляють такий самий будинок, який вони щойно залишили та через декілька хвилин зустрічають копії самих себе. Між ними виникає суперечка через Немо, якого альтернативні Стайн і Тейт також вважають своїм сином.
Після першого непорозуміння обидві пари починають обговорювати ситуацію та можливі причини її виникнення. Альтернативна Стайн згадує свою давню статтю про паралельні світи, висловлюючи припущення про їх накладення у даній місцевості. Також  Стайн і Тейт усвідомлюють, що альтернативна пара не є їх точними копіями і кожен з них має відмінності щодо ставлення до власної ролі у подружньому житті, відношення до оточуючих, оцінки минулого.
А поки точаться розмови та йде обмін думками, стає відомим, що вирішити проблему і повернутися можливо тільки ціною смерті однієї з копій. 

## Сприйняття
Після прем’єри фільм отримав в цілому позитивні відгуки. Так, The Hollywood News зазначає, що у «приголомшливому і карколомному дебюті, «Суперпозиція» піднімає багато інтригуючих питань».
За рецензією видання Flip Screen, «У світі, де люди часто так покладаються на спілкування з іншими, «Суперпозиція» варта уваги, оскільки вона заохочує глядачів зробити крок назад і подумати про цінність спілкування з самим собою».

## Номінації
- У 2023 році на Міжнародному фестивалі фантастичного кіно у Невшателі був представлений до нагороди премією «Нарцис» у категорії «Кращий фільм»[8].

- У 2024 році був представлений до нагороди премією скандинавських композиторів у категорії «Краща музика»[9].